# Plagioscion auratus
La curbinata (Plagioscion auratus) es una especie de pez de la familia Sciaenidae en el orden de los Perciformes.

## Morfología
Los machos pueden llegar alcanzar los 34,6 cm de longitud total.

## Alimentación
Los ejemplares inmaduros comen larvas de insectos y crustáceos (copépodos y decápodos) mientras que los adultos se nutren de peces.

## Hábitat
Es un pez de agua dulce, de clima tropical y bentopelágico.

## Distribución geográfica
Se encuentran en Sudamérica: ríos  Amazonas, Orinoco y de las Guayanas.

## Uso comercial
Es importante como alimento para los humanos.

## Observaciones
Es inofensivo para los humanos.